# F. Compo
F. Compo (ファミリーコンポ, Famirī Konpo, litt. Family Compo) est un seinen manga écrit et dessiné par Tsukasa Hōjō. Prépublié dans le magazine Manga Allman des éditions Shūeisha entre 1996 et 2000, il a été compilé en quatorze volumes, tous édités en version française par Tonkam et réédités à partir d'octobre 2010 par Panini Manga dans une nouvelle édition en douze volumes et d'un format plus grand.

## Histoire

### Synopsis
À la mort de son père, Masahiko Yanagiba (dit Giba) découvre l'existence d'une branche de sa famille, celle du frère de sa mère, Sora Wakanaé, avec sa femme Yukari Wakanaé et leur fille Shion Wakanaé. Invités chez eux, il s'installe dans une famille tout ce qu'il semble d'ordinaire… Mais très vite, il se rend compte qu'il n'y a rien d'ordinaire chez les Wakanaé, à commencer par les apparences.

## Personnages

### Masahiko Yanagiba
Masahiko Yanagiba est le personnage principal. À la mort de son père, il fait connaissance d'une partie de sa famille et va trouver auprès d'eux la chaleur d'un foyer. Mais il va rapidement découvrir que les Wakanaé cachent un secret plutôt inhabituel. Lorsque Masahiko perd sa mère à l'âge de six ans, son père se consacre exclusivement à son travail. Alors qu'il se prépare à entrer à l'université, son père meurt à son tour.Alors que la mort de son père présage un avenir morose, Masahiko reçoit la visite inattendue d'une femme présentant une ressemblance troublante avec sa défunte mère. Celle-ci se présente comme étant l'épouse de son oncle, Yukari Wakanaé. D'abord réticent, Masahiko accepte de se rendre chez sa famille et il trouve dans leur maison la chaleur du foyer dont il a toujours rêvé. Sans compter qu'il éprouve une forte attirance pour sa cousine Shion… Mais il découvre vite que les Wakanaé dissimulent un secret de  taille : ils ont échangé leurs rôles dans leur couple. Yukari est en réalité le frère de sa mère et son mari Sora est une femme ! Masahiko a enfin trouvé une famille qu'il apprend à apprécier malgré son étrangeté. Maladroit et naïf, Masahiko a l'art de rencontrer des personnes hors normes et il va vivre de nombreuses situations embarrassantes.

### Yoko Asaoka
Yoko Asaoka est l'ancienne camarade de Masahiko Yanagiba. Elle lui révèle ses sentiments envers lui dans le 4e tome. Elle deviendra par la suite sa petite amie.

### Shion Wakanaé
Shion Wakanaé est la fille unique de Sora et Yukari Wakanaé ainsi que la cousine de Masahiko qu'elle prend plaisir à tourner en bourrique dès leur première rencontre.

### Sora Wakanaé
Sora Wakanaé est un célèbre mangaka sous le pseudonyme de Sora Harukazé. Il est marié à Yukari avec qui il a une fille Shion.

### Yukari Wakanaé
Yukari Wakanaé est un des personnages principaux.
Le récit débute quand Yukari vient rendre visite à son neveu Masahiko qui vient de perdre son père (son dernier parent) et l'invite dans sa famille. Femme au foyer, Yukari est mariée à un mangaka, Sora Wakanaé, et a une fille, Shion. Très vite, la très séduisante Yukari devient une mère de substitution pour le jeune homme, d'autant plus facilement qu'elle ressemble beaucoup à sa mère. Yukari est une femme douce, affectueuse et compréhensive. Elle semble être la femme et la mère idéale mais Yukari Wakanaé est née Tatsuhiko Wakanaé. Dès son plus jeune âge, Tatsuhiko sent qu'elle était plus une femme qu'un homme. Elle admire sa sœur aînée qui est son modèle féminin et dont elle est très proche. Au collège, elle est le seul garçon à intégrer un club d'ikebana, sa beauté la rendant très populaire auprès des filles du club. À la fin du collège, elle décide de devenir une femme et d'intégrer un établissement réservé aux filles. Lorsqu'elle dévoile ses intentions à sa sœur, celle-ci est d'abord surprise mais comprend son choix et c'est ensemble qu'elles en parlent à leurs parents. Ceux-ci refusent cependant de la soutenir et Tatsuhiko quitte la maison familiale. Ce moment marque la « naissance » de Yukari Wakanaé. Durant ses trois années de lycée, elle réussit parfaitement à donner le change et c'est sans doute à cette époque qu'elle rencontre Sora Kikuchi, une jeune fille travestie en homme. Les deux jeunes gens tombent profondément amoureux l'un de l'autre et s'installent ensemble, vivant modestement. Entre-temps, Yukari a été définitivement reniée par ses parents qui ne veulent pas qu'elle leur fasse honte au moment où sa sœur prépare son mariage. Depuis son départ, Yukari avait vu sa sœur régulièrement, en cachette mais après cette dernière confrontation avec leurs parents, leurs contacts devinrent rares. Depuis lors, Sora est sa seule famille. À dix-neuf ans, Yukari et Sora se marient sans cérémonie nuptiale. Après avoir reçu une photo de sa sœur avec son époux et son nouveau-né, Masahiko, Yukari fait part à son époux de son rêve : fonder une famille comme une vraie femme. Sora finit par accepter et neuf mois plus tard, nait une fille : Shion. Cinq ans plus tard, Yukari reçoit un appel de sa sœur et se rend à l'hôpital où elle découvre qu'elle se meure d'un cancer. Celle-ci lui demande alors pardon de lui avoir refusé son soutien de peur de perdre son mari.

## Analyse de l’œuvre

### Thèmes abordés
Tsukasa Hōjō traite du travestissement, thème qui apparaissait sporadiquement dans ses œuvres précédentes comme City Hunter ou Cat's Eye (personnages féminins se déguisant en hommes ou étant pris pour des hommes, et réciproquement), mais aussi de la transidentité.

## Manga

### Liste des volumes

#### Première édition
| no | Japonais | Japonais          | Japonais      | Français                         | Français          | Français          |
| no | Titre    | Date de sortie    | ISBN          | Titre                            | Date de sortie    | ISBN              |
| --- | -------- | ----------------- | ------------- | -------------------------------- | ----------------- | ----------------- |
| 1 | —        | 23 avril 1997     | 4-08-878076-0 | —                                | 25 septembre 1999 | 978-2-912628-90-9 |
| Liste des chapitres : - 1er jour : Premières expériences de la vie de « famille » Masahiko, orphelin de mère depuis l'âge de six ans, a perdu son père il y a un mois. Il reçoit alors la visite de sa tante Yukari Wakanaé, l'épouse du frère de sa mère, Sora Wakanaé. Celle-ci l'invite à la soirée d'anniversaire de leur fille, dans leur maison du quartier de Toyoshima, à Tokyo. Sur le chemin, il rencontre une jeune fille à un passage à niveau, qui lui indique le chemin. En fait il s'agit de Shion, la fille des Wakanaé. - 2e jour : Une nuit torride… En arrivant chez les Wakanaé, Giba est très touché par l'accueil qui lui est fait, surtout lorsque Sora lui offre sa première photo de famille ! Cependant, la soirée est plutôt arrosée, et arrive ce qui devait arriver : Giba découvre que Sora est une femme et Yukari un homme ! Ça lui cause un tel choc qu'il s'en évanouit et oublie tout. - 3e jour : Un repas chaud - 4e jour : La cérémonie de rentrée - 5e jour : Le gant des souvenirs - 6e jour : Un premier amour discret - 7e jour : Juste un petit service |          |                   |               |                                  |                   |                   |
| 2 | —        | 24 septembre 1997 | 4-08-878077-9 | Voyage en famille !              | 19 décembre 1999  | 978-2-912628-91-6 |
| Liste des chapitres : - 8e jour : Le souvenir de maman - 9e jour : Voyage en famille !! - 10e jour : L'assistante insistante - 11e jour : La personne que j'admire - 12e jour : Shion courtisane ?! - 13e jour : La fille sur l'écran - 14e jour : Souvenir d'une autre vie |          |                   |               |                                  |                   |                   |
| 3 | —        | 24 janvier 1998   | 4-08-878201-1 | Retour aux sources               | 24 février 2000   | 978-2-84580-008-3 |
| Liste des chapitres : - 15e jour : Une étoile est née !? - 16e jour : Apprenti travesti - 17e jour : La répétition - 18e jour : Un collaborateur inattendu - 19e jour : Tatsumi amoureux transi - 20e jour : Une petite sœur pas vue depuis 18 ans - 21e jour : Le père est la "fille" |          |                   |               |                                  |                   |                   |
| 4 | —        | 20 avril 1998     | 4-08-878211-9 | Demi-tour                        | 25 avril 2000     | 978-2-84580-009-0 |
| Liste des chapitres : - 22e jour : Un cadeau de fiançailles pour Yoriko - 23e jour : Demi-tour - 24e jour : Père s'est évanoui !? - 25e jour : Où ça un fantôme !? - 26e jour : Deux spectateurs - 27e jour : Il faut sauver Masahiko - 28e jour : Le dix-neuvième anniversaire |          |                   |               |                                  |                   |                   |
| 5 | —        | 20 juillet 1998   | 4-08-878222-4 | Le premier amour de Shion        | 21 juillet 2000   | 978-2-84580-039-7 |
| Liste des chapitres : - 29e jour : Concours de travestis - 30e jour : Le fou du volant - 31e jour : La gynécologie, ça vous dit ? - 32e jour : Un réveillon comme les autres - 33e jour : Le premier amour de Shion - 34e jour : Les avances de Yoko - 35e jour : Devant la tombe de maman |          |                   |               |                                  |                   |                   |
| 6 | —        | 24 octobre 1998   | 4-08-878235-6 | La robe de mariée tant espérée   | 22 août 2000      | 978-2-84580-040-3 |
| Liste des chapitres : - 36e jour : Le plan d'indépendance de Masahiko - 37e jour : Un job dangereux - 38e jour : Les sentiments d'Aoï - 39e jour : Ma famille, les Wakanaé - 40e jour : La robe de mariée tant espérée - 41e jour : L'idéal d'Akané - 42e jour : Le voyage secret |          |                   |               |                                  |                   |                   |
| 7 | —        | 24 janvier 1999   | 4-08-878248-8 | Les deux Masahiko                | 17 avril 2001     | 978-2-84580-068-7 |
| Liste des chapitres : - 43e jour : Deviens mon fils ! - 44e jour : Un plan super secret à la cérémonie - 45e jour : Une grotte au parfum de danger - 46e jour : Cauchemar dans la piscine à ciel ouvert - 47e jour : Les deux Masahiko - 48e jour : Le vrai Masahiko - 49e jour : Père et enfant |          |                   |               |                                  |                   |                   |
| 8 | —        | 24 avril 1999     | 4-08-878254-2 | Le nouveau locataire des Wakanaé | 16 juin 2001      | 978-2-84580-069-4 |
| Liste des chapitres : - 50e jour : Le nouveau locataire des Wakanae - 51e jour : Le stratagème de Kaoru - 52e jour : Le premier pâs dans sa vie d'homme - 53e jour : Camouflage en famille - 54e jour : Le travail de papa - 55e jour : Le plan "première fois" de Yoko - 56e jour : La transformation de Yoko |          |                   |               |                                  |                   |                   |
| 9 | —        | 24 août 1999      | 4-08-878266-6 | Un anniversaire à deux           | 21 août 2001      | 978-2-84580-113-4 |
| Liste des chapitres : - 57e jour : Un anniversaire à deux - 58e jour : Amoureux par e-mail - 59e jour : L'imbattable rival - 60e jour : Le souhait de Tatsumi - 61e jour : La déclaration de Tatsumi - 62e jour : L'image d'une mère - 63e jour : La tentative de séduction de Saki |          |                   |               |                                  |                   |                   |
| 10 | —        | 24 novembre 1999  | 4-08-878274-7 | La naissance de Shion            | 12 octobre 2001   | 978-2-84580-114-1 |
| Liste des chapitres : - 64e jour : La décision de Kaoru - 65e jour : Le prix d'une famille - 66e jour : Le plus grand souhait de Shion - 67e jour : Voyage de repérage à deux - 68e jour : Masami à vendre ?! - 69e jour : L'effrayant satyre - 70e jour : La naissance de Shion |          |                   |               |                                  |                   |                   |
| 11 | —        | 23 février 2000   | 4-08-878284-4 | Le premier amour de Shion (2)    | 14 décembre 2001  | 978-2-84580-125-7 |
| Liste des chapitres : - 71e jour : Un rendez-vous de substition - 72e jour : À chacun son Noël - 73e jour : Un réveillon de chassés-croisés - 74e jour : Un couple bien assorti - 75e jour : L'examen d'entrée de Shion - 76e jour : Le voyage d'études de Shion - 77e jour : Shion et Masahiko, une nuit, ensemble |          |                   |               |                                  |                   |                   |
| 12 | —        | 24 mai 2000       | 4-08-878294-1 | Garçon ou fille ?                | 20 février 2002   | 978-2-84580-126-4 |
| Liste des chapitres : - 78e jour : Un nouveau compagnon de voyage…!! - 79e jour : La lutte solitaire de Masahiko!! - 80e jour : Le mystère de l'âge adulte - 81e jour : Garçon ou fille? - 82e jour : La bataille des clubs - 83e jour : Mes "pieds" ont la parole - 84e jour : La vocation de Kaoru |          |                   |               |                                  |                   |                   |
| 13 | —        | 23 août 2000      | 4-08-878303-4 | Lost Paradise                    | 19 avril 2002     | 978-2-84580-162-2 |
| Liste des chapitres : - 85e jour : Lost paradise - 86e jour : Amour parental - 87e jour : Couper le cordon ombilical - 88e jour : Si proche et si lointaine "Tokyo" - 89e jour : La mère et la fille - 90e jour : Collision - 91e jour : Patronne d'un jour |          |                   |               |                                  |                   |                   |
| 14 | —        | 24 janvier 2001   | 4-08-878321-2 | Famille                          | 23 juin 2002      | 978-2-84580-163-9 |
| Liste des chapitres : - 92e jour : La réunion de la peur - 93e jour : Retrouvailles - 94e jour : La visite d'Asagi - 95e jour : Le plan d'Asagi - 96e jour : Ca n'a pas d'importance - 97e jour : Amoureux pour une nuit - 98e jour : Le scénario de Masahiko - 99e jour : Changer le cours des choses - 100e jour : La contre-attaque d'Asagi - 101e jour : Séparation à Okutama - 102e jour : Famille |          |                   |               |                                  |                   |                   |

#### Édition Panini
| no | Français          | Français          |
| no | Date de sortie    | ISBN              |
| -- | ----------------- | ----------------- |
| 1  | 27 octobre 2010   | 978-2-8094-1595-7 |
| 2  | 15 décembre 2010  | 978-2-8094-1689-3 |
| 3  | 19 janvier 2011   | 978-2-8094-1736-4 |
| 4  | 16 mars 2011      | 978-2-8094-1804-0 |
| 5  | 18 mai 2011       | 978-2-8094-1905-4 |
| 6  | 6 juillet 2011    | 978-2-8094-1951-1 |
| 7  | 21 septembre 2011 | 978-2-8094-2056-2 |
| 8  | 16 novembre 2011  | 978-2-8094-2158-3 |
| 9  | 18 janvier 2012   | 978-2-8094-2239-9 |
| 10 | 14 mars 2012      | 978-2-8094-2348-8 |
| 11 | 2 mai 2012        | 978-2-8094-2470-6 |
| 12 | 18 juillet 2012   | 978-2-8094-2513-0 |

Ces volumes ont été réédités en 2020 en édition de luxe.

#### Édition Tokuma Shoten
| no | Japonais          | Japonais          |
| no | Date de sortie    | ISBN              |
| -- | ----------------- | ----------------- |
| 1  | 20 août 2011      | 978-4-19-980027-6 |
| 2  | 20 septembre 2011 | 978-4-19-980032-0 |
| 3  | 20 octobre 2011   | 978-4-19-980039-9 |
| 4  | 20 novembre 2011  | 978-4-19-980045-0 |